# Działanie immunologiczne
Działanie immunologiczne, immunomodulacja – działanie substancji czynnej leku na układ odpornościowy. 

## Rodzaje
Wpływ substancji na układ immunologiczny można podzielić na:
- immunizację:
  - bierną – uzyskiwaną poprzez podanie surowicy odpornościowej,
  - czynną – uzyskiwaną poprzez podanie szczepionki.
- działanie immunostymulujące (pobudzające) - wspomagające odpowiedź odpornościową na drobnoustroje albo niektóre rodzaje komórek nowotworowych, np. w przypadku interferonów,
- działanie immunosupresyjne (tłumiące), np. u pacjentów z chorobami autoimmunologicznymi, nowotworami złośliwymi, albo po przeszczepach tkanek lub narządów, np. w przypadku kortykosteroidów, antrscyklin, czy alkaloidów vinca,
- działanie złożone – w szczególności w przypadku leków biologicznych.

## Wybrane surowce naturalne o przypisywanym im działaniu immunomodulującym
Immunomodulacja może zachodzić przy udziale substancji o pochodzeniu naturalnym lub przy zastosowaniu środków farmakologicznych.
Do immunomodulatorów naturalnych zalicza się rośliny lecznicze, takie jak: jeżówka wąskolistna i jeżówka purpurowa, eleuterokok kolczasty, żeń-szeń, czosnek oraz inne substancje, jak kit pszczeli (propolis) i wyciąg z grasicy. Nie wszystkie z nich mają taką samą opinię w medycynie akademickiej, jednak są one uznawane za sposób na wzmocnienie układu odpornościowego „metodą domową”. Na bazie substancji naturalnych produkuje się rozmaite środki apteczne o działaniu immunomodulującym. Przykładowo na bazie laktoferyny – naturalnego, multipotencjalnego białka obecnego w mleku karmiącej matki i zapewniającego przeciwbakteryjną ochronę noworodka – produkowany jest suplement diety ImmunoUp, który reguluje odpowiedź układu odpornościowego na patogeny. Innymi naturalnymi polisacharydami mającymi zdolność aktywizacji fagocytozy („pożerania” chorobotwórczych drobnoustrojów) są β-glukany, również obecne w tym środku.
| Substancja                           | Działanie | Przykładowe środki z zawartością substancji immunomodulujących |
| ------------------------------------ | --- | -------------------------------------------------------------- |
| Laktoferyna                          | Wykazuje synergistyczne działanie na układ odpornościowy: hamuje adsorpcję patogenów do komórek gospodarza, blokuje receptory komórkowe patogenów i uniemożliwia ich wiązanie z komórką, aktywizuje fagocytozę, ma działanie immunotropowe.           | ImmunoUP                                                       |
| Jeżówka                              | Pobudza działanie układu odpornościowego, nasila proces fagocytozy, pobudza leukocyty do wydzielania substancji przeciwwirusowych (interferonów). | Esberitox, Echinacea, Lymphosil                                |
| Żeńszeń                              | Zawiera glikozydy saponinowe zwane ginsenozydami. Stymulują one układ odpornościowy organizmu tj. pobudzają aktywność limfocytów cytotoksycznych. | Geriavit, Gigamax, Bodymax                                     |
| Olej z wątroby rekina grenlandzkiego | Zawiera alkiloglicerole, które gromadzą się w błonie komórek bakteryjnych i nowotworowych uszkadzając je. Wpływają na układ odpornościowy, pobudzając fagocytozę i powstawanie przeciwciał.                                                           | Biomarine 570, Ecomer                                          |
| Propolis (kit pszczeli)              | Zawiera flawonoidy, kwasy aromatyczne, estry, alkohole, aldehydy, kumaryny, terpeny, sterole, kwasy tłuszczowe oraz mikroelementy, które ułatwiają organizmowi niszczenie lub blokowanie bakterii, grzybów chorobotwórczych, wirusów i pierwotniaków. | Apibon, Porpolki, Propollen, Propodez                          |